# Изумрудновское сельское поселение
Изумрудновское се́льское поселе́ние (укр. Ізумруднівське сільське́ посе́лення, крымскотат. İzumrudnoye köy yurtu, Изумрудное кой юрту) — муниципальное образование в Джанкойском районе Республики Крым России.
Административный центр — село Изумрудное.

## География
Расположено в центральной части Джанкойского района в степной зоне полуострова, примыкает с севера и запада к Джанкою.

## История
В 1982 году был образован Изумрудновский сельский совет. 
Статус и границы Изумрудновского сельского поселения установлены Законом Республики Крым от 5 июня 2014 года № 15-ЗРК «Об установлении границ муниципальных образований и статусе муниципальных образований в Республике Крым».

## Население
| 2001  | 2014  | 2015  | 2016  | 2017  | 2018  | 2019  |
| ----- | ----- | ----- | ----- | ----- | ----- | ----- |
| 6017  | ↘5753 | ↗5764 | ↘5682 | ↘5596 | ↘5485 | ↘5407 |
| 2020  | 2021  |       |       |       |       |       |
| ↘5365 | ↗5454 |       |       |       |       |       |

## Состав сельского поселения
| № | Населённый пункт | Тип населённого пункта       | Население |
| - | ---------------- | ---------------------------- | --------- |
| 1 | Дмитриевка       | село                         | ↘555      |
| 2 | Изумрудное       | село, административный центр | ↘1905     |
| 3 | Калиновка        | село                         | ↗853      |
| 4 | Мичуриновка      | село                         | ↘166      |
| 5 | Новостепное      | село                         | ↘1523     |
| 6 | Овощное          | село                         | ↘751      |